# Hyacinthella
Hyacinthella é um género botânico pertencente à família Hyacinthaceae.